# リード・ヴィエーリ
リード・ヴィエーリ（Lido Vieri, 1939年7月16日 - ）は、イタリア・ピオンビーノ出身の元サッカー選手、サッカー指導者。元イタリア代表。ポジションはゴールキーパー。

## 経歴

### クラブ
ヴィジェーヴァノへのレンタル移籍から戻ってきた1958年から11シーズンに渡ってトリノの守護神を務め、1962-63シーズンにはリーグ最優秀GKに贈られるコンビ賞（Premio Combi）を受賞。1967-68シーズンにはコッパ・イタリアのタイトルを獲得した。1969年にインテルに移籍すると1970-71シーズンにはスクデットを獲得。12歳年下のイヴァーノ・ボルドンが台頭するなか1976年まで在籍し、続いて移籍したピストイエーゼで現役を引退した。

### 代表
1963年3月27日に行われた1964 欧州ネイションズカップ予選のトルコ代表戦でイタリア代表にデビュー。出場機会こそ訪れなかったものの、自国開催となったUEFA欧州選手権1968では優勝、メキシコで開かれた1970 FIFAワールドカップでは準優勝メンバーの一員となった。

## タイトル
トリノ
- コッパ・イタリア：1967-68（英語版）

インテル
- セリエA：1970-71（英語版）

ピストイエーゼ
- セリエC（ジローネB）：1976-77（英語版）

イタリア代表
- UEFA欧州選手権1968 優勝
- 1970 FIFAワールドカップ 準優勝